# Marguerite Broquedis
Marguerite Broquedis (n. 17 aprilie 1893, Pau, Aquitaine, Franța – d. 23 aprilie 1983, Orléans, Franța) a fost o jucătoare de tenis franceză, medaliată olimpică. A participat la 2 ediții ale Jocurilor Olimpice (1912, 1924) în care a câștigat o medalie de aur și o medalie de bronz.